# Antonio Lacedelli
Antonio Lacedelli (* 4. Februar 1965) ist ein ehemaliger italienischer Skispringer.
Nachdem Lacedelli 1983 die Silbermedaille bei den Italienischen Meisterschaften gewinnen konnte, gab er am 30. Dezember 1983 sein Debüt im Skisprung-Weltcup beim Springen in Oberstdorf. Jedoch bestritt er neben der Vierschanzentournee 1983/84 in dieser Saison keine weiteren Springen. Auch das Springen in Bischofshofen ließ er aus und zog sich zum Training in seine Heimat zurück, nachdem er bei seinen ersten drei Springen nur hinterste Plätze erreichen konnte. Zur Saison 1984/85 startete er erneut bei der Vierschanzentournee, blieb jedoch erneut ohne Erfolg. Auch bei der kurze Zeit später stattfindenden Nordischen Skiweltmeisterschaft 1985 in Seefeld in Tirol kam er nicht über den 61. Platz auf der Normalschanze hinaus. Die Saison 1985/86 begann weitaus erfolgreicher. So konnte er bereits im ersten Springen der Saison am 15. Dezember 1985 in Lake Placid mit dem 5. Platz erstmals unter die besten Zehn springen und somit auch seine ersten Weltcup-Punkte gewinnen. Auch in den folgenden Weltcup-Springen konnte er gute Ergebnisse erzielen. Nachdem er die Vierschanzentournee 1985/86 auf dem 8. Platz in der Tournee-Gesamtwertung beenden konnte, erreichte er auch im Weltcup mit Platz 25 in der Gesamtwertung einen für ihn guten Platz. Kurz nach dem Ende der Saison wurde Lacedelli zudem Italienischer Meister. Die Saison 1986/87 begann mit einem 11. Platz in Chamonix. Anschließend ließ seine Leistung jedoch nach und verpasste meist Platzierungen innerhalb der Punkte deutlich. Erst zum Saisonabschluss in Lahti konnte er noch einmal 4 Weltcup-Punkte gewinnen. Bei der Nordischen Skiweltmeisterschaft 1987 in Oberstdorf erreichte Lacedelli auf der Normalschanze den 40. Platz und auf der Großschanze den 30. Platz. Nachdem er auch in den folgenden Saisons keine nennenswerten Erfolge mehr erreichen konnte, beendete Lacedelli noch während der Weltcup-Saison 1989/90 seine aktive Karriere. Sein letztes Weltcup-Springen bestritt er am 10. Dezember 1989 in Lake Placid. Zuvor war er bei der Nordischen Skiweltmeisterschaft 1989 in Lahti auf der Normalschanze auf den 45. und auf der Großschanze auf den 40. Platz gesprungen.